# Teorema de Arzelà-Ascoli
Em matemática, o teorema de Ascolí-Arzela é um importante resultado, com aplicações na análise real, análise funcional e em áreas afins tais como a teoria das equações diferenciais. Provém dos matemáticos italianos Cesare Arzelà e Giulio Ascoli.

## Enunciado da versão real
Seja {\displaystyle {\mathfrak {F}}\,} uma sequência de funções {\displaystyle f:[a,b]\to \mathbf {R} \,} com as seguintes propriedades:
- Equicontinuidade, ou seja, para cada {\displaystyle \varepsilon >0\,} e cada {\displaystyle x\,} no domínio, existe um {\displaystyle \delta >0\,} tal que {\displaystyle |x-y|<\delta \Longrightarrow |f(x)-f(y)|<\varepsilon ,\forall f\in {\mathfrak {F}}\,}
- Equilimitação, ou seja, existe uma constante {\displaystyle C\,} tal que {\displaystyle |f(x)|<C,\forall x\in [a,b],\forall f\in {\mathfrak {F}}\,}

Então existe uma subseqüência {\displaystyle f_{n}(x)\,} e uma função contínua {\displaystyle f(x)\,} tal que {\displaystyle f_{n}(x)\,} converge uniformemente para {\displaystyle f(x)\,}.
De uma forma mais simples, o teorema pode ser enunciado da seguinte forma:
Considere uma sequência de funções contínuas {\displaystyle (f_{n}(x))\,} definidas em um intervalo fechado [a,b] dos reais. Se essa sequência é uniformemente limitada e equicontínua, então existe uma subsequência que converge uniformemente.
Isso significa, por exemplo, que o teorema funciona para funções deriváveis tais que ela e sua derivada são uniformemente limitadas. Se a derivada segunda também é uniformemente limitada, as derivadas também convergem uniformemente.